# حلزون‌های سنگ‌نقش
حلزون‌های سنگ‌نقش (نام علمی: Lithoglyphidae) نام یک تیره از  بلندشکم‌پایان است.